# Sheridan megye (Kansas)
Sheridan megye az Amerikai Egyesült Államokban, azon belül Kansas államban található. Megyeszékhelye és legnagyobb városa Hoxie. Lakosainak száma 2447 fő (2020. április 1.). Sheridan megye Decatur, Gove, Norton, Graham és Thomas megyékkel határos.

## Népesség
A megye népességének változása:
| Lakosok száma | 2550 | 2545 | 2543 | 2553 | 2512 | 2447 |
|               | 2010 | 2011 | 2012 | 2013 | 2015 | 2020 |